# Registrul arheologic național
Registrul arheologic național (RAN) este o listă de situri arheologice din Republica Moldova care beneficiază de regim special de protecție a statului. A intrat în vigoare la 3 iulie 2024, după promulgarea Legii nr. 144 din 13 iunie 2024 pentru aprobarea Registrului arheologic național și modificarea unor acte normative. Odată cu aprobarea RAN, din Registrul monumentelor ocrotite de stat au fost excluse toate siturile arheologice, majoritatea dintre care au fost transferate, într-o formă sau alta, în noul Registru.
Cadrul legal care reglementează funcționarea acestui registru este Legea nr. 218 din 17 septembrie 2010 privind protejarea patrmoniului arheologic. Registrul este menținut și actualizat periodic de Agenția Națională Arheologică. Se reactualizează doar de Parlament în baza propunerilor Ministerului Culturii. Nu trebuie confundat cu Repertoriul arheologic național, listă care în Republicii Moldova cuprinde toate siturile arheologice (indiferent de nivelul de protecție), iar în România – Repertoriul arheologic național – este echivalentul Registrului arheologic național.
În 2024 (la aprobare), Registrul conținea 11.156 de obiective. Acestea sunt clasificate după municipiu/raion și au indicate localitatea în/lângă care sunt amplasate, tipul (așezare, stațiune, tumul etc.) și datarea/vechimea. Fiecare obiectiv are un cod RAN unic, format din codul CUATM (Clasificatorul unităților administrativ-teritoriale al Republicii Moldova) al localității și un număr de ordine.